# The Final Girls
The Final Girls è un film del 2015 diretto da Todd Strauss-Schulson.
Si tratta di una commedia horror con protagoniste Taissa Farmiga e Malin Åkerman; il cast include anche Alexander Ludwig, Thomas Middleditch, Alia Shawkat, Adam DeVine, Nina Dobrev e Chloe Bridges.

## Trama
Max Cartwright, una ragazza all'ultimo anno delle superiori, si reca con gli amici Gertie, Chris, Duncan e Vicki alla proiezione di Camp Bloodbath, un horror anni '80 in cui ha recitato sua madre Amanda, deceduta tre anni prima. Durante la proiezione scoppia un incendio nella sala e, nel tentativo di salvarsi, i cinque vengono catapultati all'interno del film. Max, ritrovata la madre, dovrà affrontare Billy Murphy, il pericoloso serial killer armato di machete del film, insieme agli amici e al resto del cast del film e trovare un modo per ritornare nel mondo reale.

## Produzione
Diretto da Todd Strauss-Schulson e scritto da M.A. Fortin e Joshua John Miller, il film è prodotto dalla casa indipendente Groundswell Productions, con il suo proprietario Michael London e Janice Williams nei panni di produttori e i due sceneggiatori anche nelle vesti di produttori esecutivi insieme a Darren M. Demetre.
Il 27 febbraio 2014 fu annunciato che Taissa Farmiga e Malin Åkerman avrebbero interpretato le protagoniste, Max Cartwright e la madre Amanda, mentre il 10 aprile 2014 fu svelata la presenza nel cast di Thomas Middleditch, interprete di Duncan, il geek appassionato di cinema; Alexander Ludwig nei panni di Chris, infatuato di Max; Nina Dobrev nei panni di Vicki, ex ragazza di Chris; e Adam DeVine, interprete di Kurt, uno dei personaggi del film in cui si ritrovano i protagonisti. Fanno parte del cast anche Alia Shawkat, Angela Trimbur, Tory N. Thompson e Chloe Bridges.
Le riprese si svolsero dal mese di aprile 2014 a Baton Rouge e dintorni, nella Louisiana.

## Distribuzione
Durante la pre-produzione, nel corso del 2011 la Groundswell aveva trovato un accordo per la distribuzione con la New Line Cinema, ma in seguito, nel 2014, tutti i diritti a livello internazionale furono acquisiti dalla Sony Pictures Worldwide Acquisitions, sussidiaria di Sony Pictures Entertainment.
La première del film si è tenuta il 13 marzo 2015 al festival cinematografico South by Southwest di Austin, venendo selezionato per la categoria Narrative Spotlight, cui hanno fatto seguito presentazioni ad altri festival, tra i quali il Stanley Film Festival di Estes Park, dedicato alle produzioni horror indipendenti, dove ha vinto il premio del pubblico al miglior film; il 19 settembre 2015 è stato proiettato anche al Toronto International Film Festival.
Negli Stati Uniti è stato distribuito nelle sale e attraverso piattaforme di video on demand dal 9 ottobre 2015. La Motion Picture Association of America ha assegnato al film il visto censura PG-13, che sconsiglia la visione ai minori di tredici anni.

## Accoglienza
Il film ha ricevuto un'accoglienza perlopiù positiva da parte della critica. Sull'aggregatore Rotten Tomatoes il film riceve il 73% delle recensioni professionali positive con un voto medio di 6,29 su 10 basato su 70 critiche, mentre su Metacritic ottiene un punteggio di 59 su 100 basato su 13 critiche.
Dennis Harvey di Variety l'ha descritto come un divertente meta horror-thriller con una brillante sceneggiatura, il quale non raggiunge i livelli di autoironia di Quella casa nel bosco o Scream ma che dovrebbe essere comunque in grado di deliziare i fan del genere. Positivo è stato anche il giudizio di Justin Lowe del The Hollywood Reporter, che lo ha presentato come un «creativo omaggio ai film slasher classici, che rispetta le comuni convenzioni dei film horror introducendo allo stesso tempo un'astuta prospettiva contemporanea». Secondo Eric Eisenberg di Cinema Blend è una sorta di strano misto tra Quella casa nel bosco, Venerdì 13 e Last Action Hero che offre una brillante satira che si pone anche come una «lettera d'amore» verso gli horror classici che prende in giro.

## Riconoscimenti
- 2015 - Sitges - Festival internazionale del cinema fantastico della Catalogna
  - Premio speciale della giuria
  - Miglior sceneggiatura